# Парламентские выборы в Казахстане (2023)
Парламентские выборы в Казахстане 2023 года — внеочередные выборы депутатов Мажилиса Парламента Казахстана, которые состоялись 19 марта.
Параллельно с выборами депутатов Мажилиса прошли выборы депутатов маслихатов всех уровней (районные, городские, областные).

## Подготовка

### Избирательное законодательство
После внесения изменений в Конституцию Казахстана по итогам референдума 2022 года 70 % депутатов Мажилиса избираются по партийным спискам, а 30 % — по одномандатным округам (предыдущие выборы проходили полностью по партийным спискам).
Также, по смешанной избирательной системе, в соотношении 50 на 50, пройдут и выборы в маслихаты областей и городов республиканского значения. На выборах в маслихаты районов и городов областного значения депутаты будут выбираться только по одномандатным округам.
В рамках политических реформ президента Казахстана Касым-Жомарта Токаева в Законе «О выборах» была снижена планка для прохождения партий в Мажилис с 7 % до 5 %.
Число депутатов нижней палаты Парламента сократилось до 98 (в прошлом созыве их было 107) за счет исключения права Ассамблеи народа Казахстана назначать депутатов Мажилиса. При этом Ассамблея получила право представить 5 человек на утверждение президенту для их назначения сенаторами по президентской квоте.
По результатам внесения изменений в Основной закон Казахстана право законодательной инициативы реализуется исключительно в Мажилисе, законы принимаются Мажилисом, а одобряются Сенатом.

### Избирательный взнос
Сумма избирательного взноса для кандидата в депутаты Мажилиса Парламента составляет — 15 МЗП (1 млн. 50 тыс. тенге), для кандидата в депутаты маслихатов — 5 МЗП (350 тыс. тенге).
Внесенный взнос возвращается кандидату или политической партии, если кандидат был избран депутатом маслихата или по итогам голосования кандидат или политическая партия набрали не менее 5 процентов голосов избирателей, а также в случае смерти кандидата.

### Избирательные фонды
Избирательные фонды образуются из личных средств кандидатов, средств политических партий и добровольных пожертвований граждан и организаций Республики.
Размер избирательного фонда кандидата в депутаты Мажилиса Парламента, избираемого по одномандатным территориальным избирательным округам, не должен превышать 700 МЗП (49 млн тенге).
Размер избирательного фонда каждой политической партии, выдвинувшей партийный список кандидатов в депутаты Мажилиса Парламента, не должен превышать 15 000 МЗП (1 млрд. 50 млн тенге), в депутаты маслихатов областей, городов республиканского значения и столицы −3000 МЗП (210 млн тенге).
Избирательный фонд кандидата в депутаты маслихатов областей, городов республиканского значения и столицы, избираемых по одномандатным округам, не должен превышать 300 МЗП (21 млн тенге), в депутаты маслихатов районов и городов — 150 МЗП (10,5 млн тенге).

### Ключевые даты проведения выборов
Центральная избирательная комиссия Казахстана опубликовала план основных этапов предстоящих выборов.
- Этап выдвижения кандидатов начинается со дня опубликования указа о назначении выборов и заканчивается в 18:00 часов по местному времени за 30 дней до выборов, то есть с 20 января по 8 февраля.
- Регистрация проводилась с 20 января по 18 февраля.
- Предвыборная агитация — с момента окончания срока регистрации и до 00:00 часов по местному времени дня, предшествующего дню выборов.
- Проведение голосования на избирательных участках 19 марта — с 07:00 до 20:00 часов по местному времени.
- Подсчет голосов и составление протоколов о результатах голосования на избирательных участках начинается в 20:00 часов по местному времени.

## Участники

### Выборы по партийным спискам
21 января ЦИК Казахстана заявил о допуске 7 политических партий к участию в выборах депутатов Мажилиса Парламента Республики Казахстан, избираемых по партийным спискам:
| Название | Название   | Название                                                                                               | Идеология                                                        | Позиция          | Лидер                 | Результат в 2021 году | Результат в 2021 году | Отношение к власти   |
| Название | Название   | Название                                                                                               | Идеология                                                        | Позиция          | Лидер                 | Голосов (%)           | Мест                  | Отношение к власти   |
| -------- | ---------- | --- | ---------------------------------------------------------------- | ---------------- | --------------------- | --------------------- | --------------------- | -------------------- |
|          | Аманат     | Аманат                                                                                                 | Центризм Социал-консерватизм                                     | Зонтичная партия | Ерлан Кошанов         | 71,09 %               | 76 из 98              | Пропрезидентская     |
|          | Ақ жол     | Демократическая партия «Ак жол» «Ақ жол» демократиялық партиясы                                        | Либеральный консерватизм Экономический либерализм                | Правоцентризм    | Азат Перуашев         | 10,95 %               | 12 из 98              | Пропрезидентская     |
|          | КХП        | Народная партия Казахстана Қазақстан халық партиясы                                                    | Социализм                                                        | Левоцентризм     | Ермухамет Ертысбаев   | 9,10 %                | 10 из 98              | Пропрезидентская     |
|          | Ауыл       | Народно-демократическая патриотическая партия «Ауыл» «Ауыл» халықтық-демократиялық патриоттық партиясы | Аграризм                                                         | Левоцентризм     | Али Бектаев           | 5,29 %                | 0 из 98               | Проправительственная |
|          | ЖСДП       | Общенациональная социал-демократическая партия Жалпыұлттық социал-демократиялық партия                 | Социал-демократия Парламентаризм                                 | Левоцентризм     | Асхат Рахимжанов      | Бойкотировала         | Бойкотировала         | Оппозиция            |
|          | Байтақ     | Партии зелёных «Байтак» «Байтақ» жасылдар партиясы                                                     | Зелёная политика Энвайронментализм                               | Левоцентризм     | Азаматхан Амиртаев    | Новые                 | Новые                 | Пропрезидентская     |
|          | Respublica | Respublica «Respublica» партиясы                                                                       | Национал-Либерализм Социально-ориентированная рыночная экономика | Правоцентризм    | Айдарбек Ходжаназаров | Новые                 | Новые                 | Проправительственная |

#### AMANAT
Партия AMANAT провела съезд 7 февраля 2023 года, сформировав список из 119 кандидатов в Мажилис Парламента, из которых 90 человек по партийному списку и 29 — по одномандатным округам.
На выборы в Мажилис в 2021 году партия сформировала список из 84 человек, получив по итогам подсчета голосов 76 мандатов.
В список вошли: спикер Мажилиса Ерлан Кошанов, бывший министр просвещения Асхат Аймагамбетов, депутаты Мажилиса VII созыва — Константин Авершин, Наталья Дементьева, Айгуль Куспан, Артур Платонов, Альберт Рау, Ерлан Саиров, Вера Ким, Екатерина Смышляева, Айдос Сарым, предприниматель Эмин Аскеров, спортсмены — Фируза Шарипова и Алия Юсупова, бывший вице-министр информации и общественного развития Александр Данилов, вице-министр финансов Татьяна Савельева, казахский акын Ринат Заитов, а также депутат Мажилиса IV и V созывов Мурат Абенов и другие.

#### Народная партия Казахстана
Народная партия провела съезд 30 января 2023 года, сформировав список из 52 кандидатов в Мажилис Парламента. На выборы в Мажилис в 2021 году партия сформировала список из 125 человек, получив по итогам подсчета голосов 10 мандатов.
В список вошли: Ермухамет Ертысбаев, председатель партии, депутаты VII созыва — Ирина Смирнова, Александр Милютин, Магеррам Магеррамов, Айкын Конуров, Гаухар Нугманова, а также председатели областных и городских филиалов партии, представители общественных организаций, университетов и бизнеса.
В список Народной партии вошли представители шести национальностей. Средний возраст кандидата — 50 лет. 32,6 % кандидатов, составляют женщины и молодежь, а также люди с особыми потребностями.
1 февраля 2023 года Ермухамет Ертысбаев подал в Центральную избирательную комиссию Казахстана партийный список кандидатов.

#### Ак жол
54 человека вошли в список кандидатов в Мажилис от партии «Ак жол». На выборы в Мажилис в 2021 году партия сформировала список из 38 человек, получив по итогам подсчета голосов 13 мандатов.
Съезд утвердил список 1 февраля, в него вошли: Азат Перуашев, председатель партии, депутаты VII созыва — Дания Еспаева, Берик Дюсембинов, Ерлан Барлыбаев, Казыбек Иса, Максат Раманкулов, Серик Ерубаев, Азат Сембинов, депатут V созыва — Сагият Сарсенов, пилот Air Astana Айгерим Молдашева, известный адвокат Сергей Уткин, а также депутаты областных и городских маслихатов, представители бизнеса из разных регионов страны.

#### ОСДП
19 человек вошли в список кандидатов в Мажилис от Общенациональной социал-демократической партии, включая председателя столичного филиала Нурлана Ауесбаева и председателя партии Асхата Рахимжанов, по мажоритарной системе от партии на выборы пойдут шесть человек.
На выборах в Мажилис в 2021 году партия не участвовала, объявив бойкот.

#### Ауыл
25 человека вошли в список кандидатов в Мажилис от Народно-демократической партии «Ауыл», среди которых два кандидата в президенты — Жигули Дайрабаев и вступившая недавно в партию Каракат Абден.
На выборы в Мажилис в 2021 году партия сформировала список из 19 человек и не преодолев 7 % по итогам выборов, партия не попала в Парламент.

#### Байтак
20 человек вошли в список кандидатов в Мажилис от Партии зелёных «Байтак», четверо из них — по женской квоте, один — по молодёжной, один — по инвалидной квоте.
В партийный список также вошла депутат мажилиса VII созыва, вышедшая из Народной партии Казахстана — Айжан Скакова.
Председатель партии Азаматхан Амиртаев будет участвовать в выборах по мажоритарной системе.

#### Respublica
25 человек вошли в список кандидатов в Мажилис от партии Respublica. Партия была зарегистрирована в 2023 году, поэтому ранее в предвыборной гонке не участвовала.

### Выборы по округам
В Казахстане постановлением Центральной избирательной комиссии было сформировано 29 одномандатных избирательных округов:
- Абайская область — 1 округ
- Акмолинская область — 1 округ
- Актюбинская область — 1 округ
- Алматинская область — 2 округа (Кунаевский и Каскеленский)
- Атырауская область — 1 округ
- Восточно-Казахстанская область — 1 округ
- Жамбылская область — 2 округа (Таразский, Куланский)
- Жетысуская область — 1 округ
- Западно-Казахстанская область — 1 округ
- Карагандинская область — 2 округа (Карагандинский и Темиртауский)
- Костанайская область — 1 округ
- Кызылординская область — 1 округ
- Мангистауская область — 1 округ
- Павлодарская область — 1 округ
- Северо-Казахстанская область — 1 округ
- Туркестанская область — 3 округа (Туркестанский, Аксукентский, Сарыагашский)
- Улытауская область — 1 округ
- Город Астана — 2 округа (Алматы-Байконур, Есиль-Сарыарка)
- Город Алматы — 3 округа (Алатау-Ауэзов,Алмалы-Жетысу-Турксиб, Бостандык-Медеу-Уразбай)
- Город Шымкент — 2 округа (Абай-Туран, Енбекши-Каратау)

#### Аманат
В числе кандидатов по одномандатным округам от партии AMANAT есть бывшие депутаты Мажилиса III—VI созывов Нуртай Сабильянов и VІІ созыва — Едил Жанбыршин.

#### Ауыл
По мажоритарной системе от «Ауыла» будут участвовать девять человек в Астане, Северо-Казахстанской, Акмолинской, Восточно-Казахстанской, Костанайской, Кызылординской, Атырауской, Улытауской областях и Алма-Ате.

## Нарушения
Зафиксированы случаи агитации до начала предвыборной агитации партии Аманат Власти до выборов начали отстранять независимых кандидатов по разным предлогам С выборов был снят известный марафонец Марат Жыланбаев В день выборов были зафиксированы множество нарушении такие как карусели, скрытый подчет, препятствие деятельности наблюдателей И даже драки в избирательных участках Наблюдатели от ОБСЕ раскритиковали итоги выборов Прошли задержании в Астане и в Алмате. Правоохранительные органы в Астане задержали людей возле памятника Кенесары Хану. Предположительно они являются участниками движения «Демократический выбор Казахстана»

## Опросы
Исследовательский институт «Общественное мнение» 25-28 января провел телефонный опрос. Согласно замеру, уровень потенциальной избирательной явки на парламентские выборы 19 марта 2023 года составил 53,3 %. Это общая доля тех, кто твердо намерен голосовать (39,0 %) и скорее всего будет голосовать (14,3 %).
Среди намеренных голосовать на внеочередных парламентских выборах 48,6 % поддержали бы кандидатов от партии Amanat. По данным опроса, порог в 5 % на сегодняшний день удается преодолеть партиям «Ауыл» (6,2 %), «Акжол» (5,4 %). За НПК проголосовали бы 4,8 %, Respublica — 3,6 %, ОСДП — 3,2 %, «Байтақ» — 2,8 %. Доля респондентов, готовых проголосовать «против всех», составила 2,6 %. Более 1/5 опрошенных (22,8 %) ещё не определились в своих партийных предпочтениях.
Большинство избирателей выступает за политический плюрализм: за представленность в нижней палате пяти и более партий — 27,8 %, четырёх — 6,6 %, трех — 16,8 %, двух — 12,0 %.
| Опрос                             | Дата проведения    | Размер выборки | Погрешность | Аманат                            | Ауыл            | Ак жол | НПК     | Respublica | ОСДП  | Байтак | Против всех | Не определились |       |       |       |       |       |       |
| --------------------------------- | ------------------ | -------------- | ----------- | --------------------------------- | --------------- | ------ | ------- | ---------- | ----- | ------ | ----------- | --------------- | ----- | ----- | ----- | ----- | ----- | ----- |
| Опрос                             | Дата проведения    | Размер выборки | Погрешность | Public Opinion Research Institute | 3—10 марта 2023 | 2000   | ± 1,1 % | 66,7 %     | 6,1 % | 5,2 %  | Против всех | Не определились | 5,1 % | 5,4 % | 4,1 % | 2,1 % | 5,3 % | 7,6 % |
| Strategy                          | 17—27 февраля 2023 | 1600           | ± 3,0 %     | 43,6 %                            | 9,9 %           | 11,3 % | 6,3 %   | 6,2 %      | 2,4 % | 1,4 %  | 3,6 %       | 12,7 %          |       |       |       |       |       |       |
| Democratic Institute              | 3—18 февраля 2023  | 8000           | ± 1,1 %     | 58,4 %                            | 5,1 %           | 5,4 %  | 5,2 %   | 4,2 %      | 3,9 % | 1,8 %  | 2,2 %       | 13,8 %          |       |       |       |       |       |       |
| Public Opinion Research Institute | 25—28 января 2023  | 1200           | ± 2,8 %     | 48,6 %                            | 6,2 %           | 5,4 %  | 4,8 %   | 3,6 %      | 3,2 % | 2,8 %  | 2,6 %       | 22,8 %          |       |       |       |       |       |       |

## Результаты
|                                   |                                                |                      |                      |                      |            |            |            |            |              |  |  |  |  |  |
| Партия                            | Партия                                         | По партийным спискам | По партийным спискам | По партийным спискам | По округам | По округам | По округам | Всего мест | +/-          |  |  |  |  |  |
| Партия                            | Партия                                         | Голосов              | %                    | Мест                 | Голосов    | %          | Мест       | Всего мест | +/-          |  |  |  |  |  |
|                                   | Аманат                                         | 3 431 510            | 53,90                | 40                   | 2 886 468  | 45,67      | 22         | 62         | ▼ 14         |  |  |  |  |  |
|                                   | Ауыл                                           | 693 938              | 10,90                | 8                    | 79 045     | 1,25       | 0          | 8          | ▲ 8          |  |  |  |  |  |
|                                   | Respublica                                     | 547 154              | 8,59                 | 6                    | 9497       | 0,15       | 0          | 6          | новая партия |  |  |  |  |  |
|                                   | Ак жол                                         | 535 139              | 8,41                 | 6                    | 121 069    | 1,92       | 0          | 6          | ▼ 6          |  |  |  |  |  |
|                                   | Народная партия Казахстана                     | 432 920              | 6,80                 | 5                    | 87 803     | 1,39       | 0          | 5          | ▼ 5          |  |  |  |  |  |
|                                   | Общенациональная социал-демократическая партия | 331 058              | 5,20                 | 4                    | 31 702     | 0,50       | 0          | 4          | новая партия |  |  |  |  |  |
|                                   | Байтак                                         | 146 431              | 2,30                 | 0                    | 17 166     | 0,27       | 0          | 0          | новая партия |  |  |  |  |  |
|                                   | Прочие партии                                  | -                    | -                    | -                    | 17 154     | 0,29       | 0          | 0          | -            |  |  |  |  |  |
|                                   | Независимые кандидаты                          | -                    | -                    | -                    | 2 820 810  | 44,63      | 7          | 7          | -            |  |  |  |  |  |
| Против всех                       | Против всех                                    | 248 291              | 3,90                 | -                    | 248 283    | 3,93       | -          | -          | -            |  |  |  |  |  |
| Всего                             | Всего                                          | 6 366 441            | 100,00               | 69                   | 6 319 997  | 100,00     | 29         | 98         |              |  |  |  |  |  |
| Пустые и недействительные голоса  | Пустые и недействительные голоса               | 158 046              | 2,42                 |                      | 60 227     | 0,94       |            |            |              |  |  |  |  |  |
| Всего голосов                     | Всего голосов                                  | 6 524 487            | 100,00               |                      | 6 380 224  | 100,00     |            |            |              |  |  |  |  |  |
| Зарегистрировано избирателей/явка | Зарегистрировано избирателей/явка              | 12 035 578           | 54,21                |                      | 12 023 562 | 53,06      |            |            |              |  |  |  |  |  |
| Источник: ЦИК Казахстана          |                                                |                      |                      |                      |            |            |            |            |              |  |  |  |  |  |

### По регионам[37]
| Регион                         | Аманат    | Аманат  | Ауыл    | Ауыл    | Respublica | Respublica | НПК     | НПК     | Байтак  | Байтак | Ак Жол  | Ак Жол  | ОСДП    | ОСДП    | Против всех | Против всех | Явка    |
| Регион                         | Голоса    | %       | Голоса  | %       | Голоса     | %          | Голоса  | %       | Голоса  | %      | Голоса  | %       | Голоса  | %       | Голоса      | %           | %       |
| ------------------------------ | --------- | ------- | ------- | ------- | ---------- | ---------- | ------- | ------- | ------- | ------ | ------- | ------- | ------- | ------- | ----------- | ----------- | ------- |
| Абайская область               | 158 103   | 67,81 % | 13 919  | 5,97 %  | 14 199     | 6,09 %     | 15 528  | 6,66 %  | 1 562   | 0,67 % | 9 000   | 3,86 %  | 11 285  | 4,84 %  | 9 559       | 4,10 %      | 57,02 % |
| Акмолинская область            | 204 078   | 69,51 % | 19 289  | 6,57 %  | 15 414     | 5,25 %     | 18 027  | 6,14 %  | 8 103   | 2,76 % | 10 980  | 3,74 %  | 5 960   | 2,03 %  | 11 744      | 4,00 %      | 60,01 % |
| Актюбинская область            | 143 763   | 44,95 % | 48 198  | 15,07 % | 20 885     | 6,53 %     | 16 855  | 5,27 %  | 12 921  | 4,04 % | 43 624  | 13,64 % | 17 654  | 5,52 %  | 15 927      | 4,98 %      | 58,00 % |
| Алматинская область            | 313 949   | 55,03 % | 51 007  | 8,94 %  | 47 643     | 8,35 %     | 38 428  | 6,74 %  | 19 649  | 3,44 % | 43 561  | 7,64 %  | 29 324  | 5,14 %  | 26 901      | 4,72 %      | 60,03 % |
| Атырауская область             | 92 484    | 44,30 % | 26 764  | 12,82 % | 39 290     | 18,82 %    | 9 708   | 4,65 %  | 3 967   | 1,90 % | 20 877  | 10,00 % | 8 163   | 3,91 %  | 7 516       | 3,60 %      | 51,23 % |
| Восточно-Казахстанская область | 183 902   | 58,46 % | 50 238  | 15,97 % | 23 688     | 7,53 %     | 11 702  | 3,72 %  | 2 800   | 0,89 % | 16 484  | 5,24 %  | 13 716  | 4,36 %  | 12 048      | 3,83 %      | 64,15 % |
| Жамбылская область             | 206 250   | 44,89 % | 80 773  | 17,58 % | 57 157     | 12,44 %    | 18 608  | 4,05 %  | 8 684   | 1,89 % | 55 503  | 12,08 % | 17 643  | 3,84 %  | 14 840      | 3,23 %      | 65,21 % |
| Жетысуская область             | 107 413   | 44,67 % | 32 005  | 13,31 % | 45 254     | 18,82 %    | 9 186   | 3,82 %  | 5 531   | 2,30 % | 21 882  | 9,10 %  | 9 642   | 4,01 %  | 9 546       | 3,97 %      | 55,32 % |
| Западно-Казахстанская область  | 128 081   | 49,85 % | 26 567  | 10,34 % | 17 189     | 6,69 %     | 20 914  | 8,14 %  | 2 312   | 0,90 % | 34 378  | 13,38 % | 14 465  | 5,63 %  | 13 027      | 5,07 %      | 59,20 % |
| Карагандинская область         | 231 756   | 52,15 % | 28 531  | 6,42 %  | 81 148     | 18,26 %    | 31 686  | 7,13 %  | 7 022   | 1,58 % | 30 442  | 6,85 %  | 18 221  | 4,10 %  | 15 599      | 3,51 %      | 59,48 % |
| Костанайская область           | 226 607   | 63,91 % | 37 797  | 10,66 % | 21 806     | 6,15 %     | 14 360  | 4,05 %  | 4 716   | 1,33 % | 25 848  | 7,29 %  | 16 098  | 4,54 %  | 7 340       | 2,07 %      | 65,10 % |
| Кызылординская область         | 175 664   | 54,84 % | 39 976  | 12,48 % | 25 764     | 8,04 %     | 9 962   | 3,11 %  | 12 685  | 3,96 % | 27 121  | 8,47 %  | 16 625  | 5,19 %  | 12 525      | 3,91 %      | 67,21 % |
| Мангистауская область          | 68 294    | 30,75 % | 23 343  | 10,51 % | 35 292     | 15,89 %    | 14 703  | 6,62 %  | 13 704  | 6,17 % | 32 560  | 14,66 % | 23 409  | 10,54 % | 10 794      | 4,86 %      | 54,10 % |
| Павлодарская область           | 199 160   | 67,33 % | 9 998   | 3,38 %  | 12 660     | 4,28 %     | 35 555  | 12,02 % | 4 792   | 1,62 % | 14 464  | 4,89 %  | 10 471  | 3,54 %  | 8 696       | 2,94 %      | 58,68 % |
| Северо-Казахстанская область   | 121 900   | 52,13 % | 18 800  | 8,04 %  | 8 558      | 3,66 %     | 15 737  | 6,73 %  | 7 226   | 3,09 % | 46 042  | 19,69 % | 6 781   | 2,90 %  | 8 792       | 3,76 %      | 65,25 % |
| Туркестанская область          | 293 134   | 48,86 % | 140 322 | 23,39 % | 12 897     | 2,15 %     | 55 765  | 9,30 %  | 7 401   | 1,23 % | 28 010  | 4,67 %  | 51 223  | 8,54 %  | 11 151      | 1,86 %      | 53,01 % |
| Улытауская область             | 52 417    | 63,94 % | 6 919   | 8,44 %  | 2 320      | 2,83 %     | 6 075   | 7,41 %  | 1 008   | 1,23 % | 5 861   | 7,15 %  | 4 394   | 5,36 %  | 2 984       | 3,64 %      | 58,99 % |
| Астана                         | 186 496   | 55,91 % | 17 445  | 5,23 %  | 24 283     | 7,28 %     | 34 957  | 10,48 % | 5 137   | 1,54 % | 32 055  | 9,61 %  | 17 579  | 5,27 %  | 15 611      | 4,68 %      | 42,91 % |
| Алма-Ата                       | 150 312   | 50,33 % | 14 604  | 4,89 %  | 29 208     | 9,78 %     | 33 688  | 11,28 % | 13 887  | 4,65 % | 19 203  | 6,43 %  | 19 144  | 6,41 %  | 18 606      | 6,23 %      | 25,82 % |
| Шымкент                        | 187 747   | 66,09 % | 7 443   | 2,62 %  | 12 499     | 4,40 %     | 21 476  | 7,56 %  | 3 324   | 1,17 % | 17 244  | 6,07 %  | 19 261  | 6,78 %  | 15 085      | 5,31 %      | 45,46 % |
| Казахстан                      | 3 431 510 | 53,90 % | 693 938 | 10,90 % | 547 154    | 8,59 %     | 432 920 | 6,80 %  | 146 431 | 2,30 % | 535 139 | 8,41 %  | 331 058 | 5,20 %  | 248 291     | 3,90 %      | 54,19 % |

Около 150 тысяч бюллетеней признаны недействительными (2,3 %). Общее число принявших участие в выборах — 6 517 360, явка — 54,15 %.
Анализ официальных результатов голосования (как на уровне Казахстана в целом, так и на уровне отдельных областей и городов) показывает аномально большое количество результатов, совпадающих с «круглыми процентами» — например, партия Amanat в целом по стране получила 3431510 голосов из 6366441 действительных голосов, что составляет 53,9000 %. Подобная статистическая аномалия (обилие процентных результатов с нулями после запятой, точнее после первой или второй цифры после запятой) свидетельствует о том, что официально объявленные результаты не были определены путем суммирования результатов по участкам, района и регионам (как требуется по закону), а были придуманы независимо от данных реального подсчета голосов.